# Bristol Type 138
El Bristol Type 138 High Altitude Monoplane fue un avión de investigación monoplano de ala baja y un solo motor de gran altitud, desarrollado y producido por la británica Bristol Aeroplane Company durante la década de 1930. Estableció nueve récords mundiales de altitud, siendo la altitud máxima alcanzada de 16 440 m (53 937 pies) el 30 de junio de 1937, durante un vuelo de 2 horas y cuarto.
Un segundo avión, designado como Type 138B, fue encargado en 1935, pero el trabajo fue abandonado durante 1937 sin que hubiera volado.

## Desarrollo
El Type 138 se construyó durante un período de intensa competencia entre los fabricantes de aviación. El prestigio y el progreso tecnológico útil vinieron de romper los principales récords de aviación, como los de velocidad, distancia y altitud, pero en la década de 1930, los recursos y el trabajo de desarrollo necesarios para lograr estos récords estaban más allá del alcance de las empresas individuales y requerían asistencia gubernamental.
Bristol se encontró rezagada respecto de otras empresas de Alemania, Italia, Estados Unidos y el Reino Unido. Entre 1929 y 1934, los récords de altitud conseguidos por aviones rivales incluyeron los establecidos por un Junkers W 34, un Vickers Vespa y un biplano Caproni Ca.113, así como el primer vuelo sobre el Everest realizado por un par de Westland Wallace en 1933. Todos estos aviones estaban propulsados por motores Bristol. Entre 1928 y 1938, el récord de altitud se batió 10 veces, una vez utilizando un motor Jupiter y cinco veces utilizando motores Pegasus, lo que se consideró un gran logro para los motores de Bristol.
En noviembre de 1933, tras observar el interés del Ministerio del Aire británico tras el éxito del vuelo sobre el Everest, el ingeniero aeronáutico Frank Barnwell propuso un avión de investigación de gran altitud, construido específicamente para ese propósito. Esta propuesta, denominada Type 138, era un gran monoplano monomotor y monoplaza, equipado con un tren de aterrizaje retráctil y un motor radial Pegasus sobrealimentado. Nada surgió de esto hasta que el piloto italiano Renato Donati logró un nuevo récord mundial en abril de 1934, lo que provocó que la opinión pública se inclinara a favor de un intento de récord patrocinado por el gobierno. En junio de 1934, el Ministerio del Aire emitió la Especificación 2/34, por un par de prototipos capaces de alcanzar una altitud de 15 240 m (50 000 pies). Bristol estaba entre las empresas que fueron invitadas a presentar propuestas.
Barnwell revisó la propuesta del Type 138, produciendo el Type 138A, cuyo tamaño y configuración permanecieron iguales, pero el tren de aterrizaje retráctil fue reemplazado por un diseño fijo para reducir el peso y estaría propulsado por un motor Pegasus con sobrealimentador de dos etapas, haciéndose provisión para un observador. Se esperaba que el uso del Pegasus generara publicidad y aumentara las ventas.
Tanto el Royal Aircraft Establishment (RAE) como el National Physical Laboratory llevaron a cabo una importante investigación para perfeccionar el diseño de la aeronave, así como para desarrollar un traje de presión fiable para ser usado por el piloto. Sir Robert Davis de Siebe Gorman y el profesor J.S. Haldane fueron fundamentales en el desarrollo del casco. Durante las pruebas, el traje de presión se probó a una altitud equivalente a 24 384 m (80 000 pies).
A principios de 1936 se completó la estructura del avión y el 11 de mayo del mismo año, el Type 138A fue volado por primera vez por Cyril Uwins, piloto de pruebas jefe de Bristol, que previamente había volado el Vickers Vespa en su vuelo de récord mundial. Como el motor no estaba listo, fue propulsado por un Pegasus IV estándar que movía una hélice tripala para los primeros vuelos. Se realizaron dos vuelos adicionales en Filton antes de que el avión fuera entregado al RAE en Farnborough, donde se probó el casco de presión antes de que el avión fuera devuelto a Filton para la instalación del motor especial Pegasus y una hélice de cuatro palas. El 5 de septiembre de 1936, el Type 138A regresó a Farnborough para realizar más vuelos de pruebas.

## Diseño

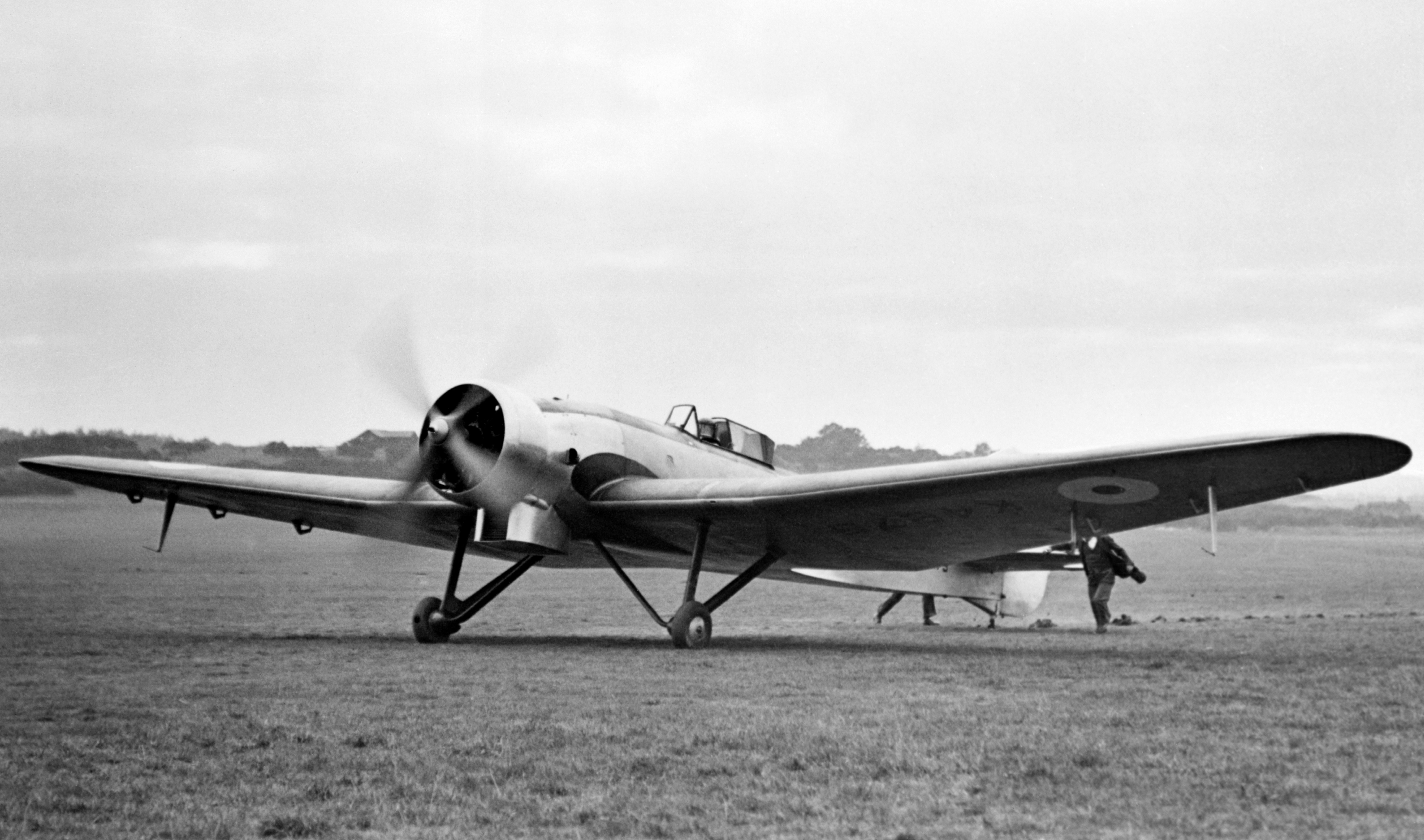
Bristol 138A rodando con el motor especial Pegasus para gran altitud.

El Bristol 138 era un monoplano en voladizo ala baja diseñado para volar a altitudes extremadamente elevadas para la época. La publicación sobre aviación Flight observó sobre el avión que: "excepto por su tamaño, recuerda mucho al pequeño Bristol Brownie... la máquina es el avión monoplaza más grande jamás construido". El piloto estaba sentado en una espaciosa cabina, que se calentaba con aire dirigido desde los refrigeradores de aceite ubicados dentro de las alas, que podía ajustarse. La instrumentación incluía niveles de proa y popa, medidores de presión de aceite, indicador de velocidad aerodinámica y medidor de combustible, indicador de velocidad del motor y un pirómetro. Los altímetros de registro especialmente diseñados, desarrollados por el RAE, fueron alojados dentro de las alas, mientras que se instaló un altímetro separado en la cabina.
El 138 estaba propulsado por un único motor Bristol Pegasus equipado con un sobrealimentador de dos etapas de alta presión, que era fundamental para permitir que el motor ofreciera el rendimiento requerido a gran altitud. El compresor de la primera etapa estaba permanentemente activado, mientras que se utilizaba un embrague para activar manualmente la segunda etapa al alcanzar la altitud correcta, lo que era necesario para evitar una carga excesiva al volar a bajas altitudes. Se empleó un intercooler entre la primera y la segunda etapa.
El ahorro de peso era una prioridad y la estructura del avión, a excepción del soporte del motor de tubo de acero y la capota, utilizaba una estructura de madera. Contaba con un recubrimiento de madera contrachapada pegada a los larguerillos y soportes de caoba que formaban la estructura interna, que estaba carenada en su totalidad para reducir la resistencia. Se utilizó un tren de aterrizaje fijo convencional porque era más importante reducir el peso que la resistencia, y un tren de aterrizaje retráctil habría sido contraproducente. Las alas se construyeron en tres secciones con una sección central integrada con el fuselaje. Se utilizaron tres largueros con alma de contrachapado y uniones de caoba, recubiertos con láminas de madera contrachapada. 
Para hacer frente a las altitudes extremas, el piloto utilizó un traje de dos piezas especialmente desarrollado. Estaba compuesto principalmente de tela engomada unida a la cintura mediante una especie de clip para tubería. Estaba provisto de un casco, que tenía una gran ventana frontal para proporcionar visibilidad. Se completaba con un aparato de respiración de circuito cerrado con oxígeno suministrado a través de un pequeño inyector para proporcionar la circulación de aire. El aire exhalado viajaba a través de un tubo externo hasta un recipiente que contenía sustancias químicas que absorbían dióxido de carbono, para restaurarlo antes de que regrese nuevamente al piloto. El 138 tenía una capacidad de combustible interna de 370 L, dividido entre un depósito inferior de 320 L y uno superior de 50 L. Para el vuelo récord de altitud se utilizó un combustible especialmente desarrollado, conocido como S.A.F.4, derivado de la gasolina de aviación Shell Ethyl de grado estándar. Cabe destacar que este combustible tiene un alto valor antidetonante; el alto grado de sobrealimentación involucrado daba como resultado que la mezcla de combustible alcanzase altas temperaturas, lo que generalmente aumentaba el potencial de detonación, por lo que se consideró que un alto valor antidetonante era de importancia crítica.

## Historia operacional

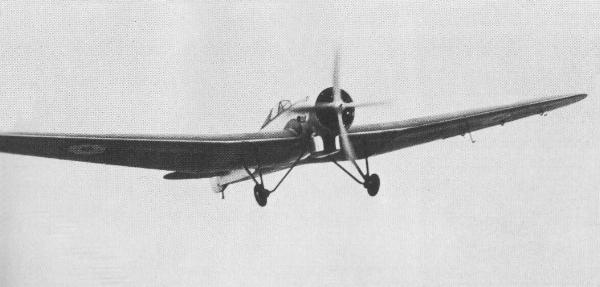
Bristol 138 en vuelo.

El líder de escuadrón F.R.D. Swain, que se había unido a la división experimental del RAE en 1933, fue seleccionado para realizar los vuelos a gran altitud. Tanto el programa general de investigación como los preparativos para el primer vuelo a altitud récord se llevaron a cabo bajo la dirección del Sr. H.E. Wimperis, Director de Investigación Científica del Ministerio del Aire.
El 28 de septiembre de 1936, Swain despegó desde Farnborough en el Type 138A; ascendió a una altitud indicada de 16 000 m (51 000 pies), durante la que activó el sobrealimentador auxiliar a 10 668 m (35 000 pies). Swain se quedó sin oxígeno en el vuelo de dos horas y tuvo que romper la ventana de su casco de presión después de descender a una altura segura. Los datos de este vuelo fueron reconocidos por la Federación Aeronáutica Internacional como un récord mundial de 15 230 m (49 967 pies).
Después de este vuelo, trabajos de desarrollo posteriores dieron como resultado una serie de pequeñas modificaciones en el avión, cuyo objetivo típico era ahorrar peso y mejorar el rendimiento del sobrealimentador. En esta forma ligeramente revisada, el Type 138A realizó seis vuelos más, alcanzando una altitud máxima de alrededor de 15 000 m (50 000 pies). Durante este período, Italia había podido recuperar el récord, alcanzando una altitud máxima registrada de 15 656 m (51 364 pies). En respuesta, el 30 de junio de 1937, el teniente de vuelo M.J. Adam realizó un vuelo de 2 horas y cuarto en el que alcanzó una altitud récord que fue certificada como 16 440 m (53 937 pies) a pesar de que en la cubierta de la carlinga apareció una grieta importante durante el vuelo, y Adam resultó protegido de lesiones por su traje de presión y el casco.
Los vuelos de investigación continuaron, pero no hubo más intentos de batir récords. Según la empresa aeroespacial británica BAE Systems, los vuelos de pruebas habían permitido obtener datos de vuelo inestimables, especialmente en el campo de la presurización.
Durante 1935 se encargó una segunda máquina, denominada Type 138B. Se suponía que sería un biplaza propulsado por un motor Rolls-Royce Kestrel S, equipado con una instalación de sobrealimentador de dos etapas similar, lo que le permitiría generar 370 kW (500 hp). En 1937, la estructura del avión fue entregada al aeródromo de Farnborough para su finalización, pero el motor nunca se instaló, y el 138B se utilizó como entrenador de instrucción en tierra y nunca voló.

## Variantes
Type 138
No construido.
Type 138A
Uno construido.
Type 138B
Uno construido para utilizar un motor Rolls-Royce Kestrel S, nunca voló y se convirtió en un avión de instrucción en tierra.

## Operadores
Reino Unido
- Real Fuerza Aérea

## Especificaciones (138A)
Referencia datos: Bristol Aircraft since 1910, BAE Systems

### Características generales
- Tripulación: Uno (piloto)
- Longitud: 13,4 m (44 ft)
- Envergadura: 20,1 m (66 ft)
- Altura: 3,1 m (10,2 ft)
- Superficie alar: 52,8 m² (568,3 ft²)
- Peso vacío: 1992 kg (4390,4 lb)
- Peso cargado: 2409 kg (5309,4 lb)
- Planta motriz: 1× motor radial de 9 cilindros refrigerado por aire Bristol Pegasus P.E.6S.
  - Potencia: 370 kW (510 HP; 503 CV)
- Hélices: De cuatro palas de paso fijo
- Capacidad de combustible: 370 L

### Rendimiento
- Velocidad máxima operativa (Vno): 198 km/h (123 MPH; 107 kt)
- Alcance: 2 h 15 min
- Techo de vuelo: 16 000 m (52 493 ft)
- Régimen de ascenso: 0 m/s (7 ft/min) a 12 000 m (40 000 pies)
- Carga alar: 45,7 kg/m² (9,4 lb/ft²)
- Potencia/peso: 0,1549 kW/kg (0,0942 hp/lb)

## Aeronaves relacionadas

### Aeronaves similares
- Junkers Ju 49
- Caproni Ca.161

### Secuencias de designación
- Secuencia Numérica (interna de Bristol): ← 133 - 135 - 137 - 138 - 142/142M - 143 - 144 →